# Body and Soul (Cabaret Voltaire)
Body and Soul è un album in studio del gruppo musicale inglese Cabaret Voltaire, pubblicato nel 1991.

## Tracce
1. No Resistance - 6:22
2. Shout - 6:43
3. Happy - 6:21
4. Decay - 2:23
5. Bad Chemistry - 6:14
6. Vibration - 7:12
7. What Is Real - 7:07
8. Western Land - 3:18
9. Don't Walk Away  - 5:17[1]
10. Alien Nation Funk - 7:07[1]
11. What Is Real (dreamtime mix) - 7:03[1]